# 聖三位一体の神秘についての瞑想
『聖三位一体の神秘についての瞑想』（せいさんみいったいのしんぴについてのめいそう、フランス語: Méditations sur le Mystère de la Sainte Trinité）は、オリヴィエ・メシアンが1969年に作曲したオルガンのための作品。全9曲からなり、演奏時間は約1時間20分。
日本語の題は『聖三位一体の神秘への瞑想』、『聖なる三位一体の神秘への瞑想』、『聖なる三位一体の神秘についての瞑想』などがある。

## 作曲の経緯
1950年代はじめに『聖霊降臨祭のミサ』と『オルガンの書』を作曲して以来、メシアンは長期にわたって大規模なオルガン曲を書かなかった。メシアン本人の説明によると興味がオーケストラとピアノの曲に向かっていたことと、トリニテ教会のオルガンが何年も修理中であったことがその理由であるという（教会のオルガンは1962年から1967年までかけて大改修を行った）。
オルガンの修理が完了した1967年の11月23日、トリニテ教会では創立100周年を記念してモンマルトルのサクレ・クール寺院のシャルル司教 (fr:Maxime Charles) を招き、教会の名前の由来である三位一体（トリニテ）について3つの部分からなる法話をしてもらった。法話と法話の間にはメシアンが即興でオルガン演奏した。この即興がもとになって『聖三位一体の神秘についての瞑想』が作曲された。ただし当時メシアンは『我らの主イエス・キリストの変容』の作曲中だったので、実際の作曲に専念できたのは2年後の1969年夏だった。
1972年3月20日にアメリカ合衆国のワシントンD.C.にある無垢受胎大教会 (Basilica of the National Shrine of the Immaculate Conception) でメシアン本人のオルガンによって初演された。楽譜は1973年4月3日にルデュックから出版された。

## 音楽
17年前の前作『オルガンの書』のような実験的作風は影をひそめ、このためにダルムシュタット系のセリー主義者には後退だと批判された。
メシアンが「伝達可能な言語 (langage communicable)」と呼んでいる技法はラテン文字のそれぞれに特定の音高と音価を割りあてることによって文章を旋律に変換することをいい、第1・3・7曲で使用されている。この方法によって得られた主題は新奇なもので、それに対位法や和声をつけることにメシアンは熱狂したという。また単旋律聖歌の引用、鳥の歌、移調の限られた旋法、インドのリズム、共鳴和音などのさまざまな要素を使用している。

## 構成
9曲からなるが、楽譜に題名は記されていない。以下の題名とその日本語訳はヒル & シメオネ 2020の目録によった。
1. 生まれざるものとしての御父 Le Père inengendré - 星々の主題と3つの変奏からなる。第2変奏のあとにトマス・アクィナス『神学大全』の三位一体の父なる神に関する文章から旋律を生成する長い中間部にはいる。その後に回転する星々を表す第3変奏が続くが、神学大全からの引用の最後の語である「生まれることがない」(inengendré)の部分が恐しい和音を加えてffffで再現して終わる。
2. イエス・キリストの聖性 La Sainteté de Jésus Christ - 単旋律聖歌の主題（『天の都市の色彩』でも使われている献堂祭のアレルヤ）ではじまる。ついで複雑な和音主題が出現するが、長三和音で終わる。ミソサザイ、クロウタドリ、アトリ、ニワムシクイ（英語版）、ズグロムシクイ（英語版）の歌声も出現する[12]。以上を変奏を加えて2回くり返した後、アレルヤが和音を加えておだやかに演奏され、キアオジの小さな声で終わる。
3. 神において実在的に存在する関係は神の本質と同じものである Le relation réelle en Dieu est réellement identique à l'essence - 短い曲で、第1曲と同じくトマス・アクィナス『神学大全』の言葉から生成した旋律を右手で演奏する。左手とペダルはインドのリズムを演奏する。この旋律中で神に言及するときに神の主題が現れ、同じ主題は他の楽章にも出現する。
4. わたしはある、わたしはある Je suis, je suis ! - モーセが神を見たいと願ったが、人間が神を見ると死んでしまうために見ることができない（出エジプト記33章18節以下）。しかし何かがモーセの傍らを過ぎて「わたしはある、わたしはある」と叫んだ（同34章6節）。メシアンによると、この恐しい情景を通常とは異なる音色や特殊な鳥の選択で表している。まず恐怖の印象がフォルテッシモのクマゲラの叫びによって表される[13]。クビワツグミとキンメフクロウの声がそれに続く。インドのリズムを使った三位一体を表す三声の短い楽句が出現した後に長いウタツグミの歌になる。最後にffffで「わたしはある」の叫びが現される。その後に長い沈黙をはさんでキンメフクロウのピアニッシモの声が聞こえてくるのは、聖なるものの電撃に打ちのめされたわれわれの小ささを表す[13]。
5. 神は無限、永遠、不変なり―聖霊の息吹―神は愛なり Dieu est immense, éternel, immutable — Le Souffle de l'Esprit — Dieu est Amour - 全曲の中央に置かれた重要な曲で、メシアンは低音によって神の無限性を、輝く色彩で永遠性を、移調の限られた旋法第3番で不変性を表そうとした。つづいて出現する激しいトッカータは聖霊の息吹を表す。さらに父についての楽句も加わって変奏しながらくり返される。長い休止の後に出現する柔和な主題は神の愛を表す。第2曲と同様、キアオジの鳴き声で終わる[14]。
6. 御子、御言、光 Le Fils, Verbe et Lumière - ヨハネによる福音書1章4節「言（ことば）の内に命があった。命は人間を照らす光であった」にもとづく。単旋律聖歌の3つの主題（公現祭の奉献唱、昇階唱、アレルヤ）を用いた輝かしい曲。
7. 御父と御子は聖霊によって、お互いを愛し、我々を愛する Le Père et le Fils aiment par le Saint-Esprit eux-mêmes et nous - 神秘的な7音からなる和音ではじまり、メシアンが1969年夏のイラン旅行時に採譜した鳥（「ペルセポリスの鳥」と記されている）の歌[15]がそれに続く。中間部ではふたたびトマス・アクィナス『神学大全』のことばから旋律を生成し[16]、それにアフリカヒヨドリ（英語版）の歌が対位法的に加わる。
8. 神は純一なり Dieu est simple - おだやかな曲で、この曲も単旋律聖歌（諸聖人の日のアレルヤ）にもとづく。最後のゆっくりした和音の連続は、メシアンによると移調の限られた旋法の第3番と全音階の長調を混合してゆっくりと昇っていく[17]。この曲もキアオジの鳴き声で終わる。
9. わたしはあるという者だ Je suis Celui qui suis - 出エジプト記3章14節にもとづく。これまでの曲を総括する内容で、神の主題にはじまり、今までに出てきたニワムシクイとズグロムシクイのカデンツァや、第5曲の聖霊の息吹が再現・展開する。キアオジの鳴き声で小さく終わる。